# Bảo Bình (chòm sao)
Bảo Bình (tiếng Latin: Aquarius tức người mang nước) là một chòm sao nằm trong Đai Hoàng Đạo, nằm giữa Ma Kết và Song Ngư. Tên của chòm sao này trong tiếng Latinh có nghĩa là "người mang nước", và có biểu tượng là  (♒︎). Bảo Bình là một trong những chòm sao được phát hiện sớm nhất trong Đai Hoàng Đạo. Bảo Bình cũng là một trong 48 chòm sao được liệt kê bởi nhà thiên văn học Ptolemy vào thế kỷ thứ hai, và vẫn là một trong 88 chòm sao hiện đại. Bảo Bình, cùng với Kình Ngư đại diện cho con cá voi, Song Ngư cho con cá và Ba Giang cho dòng sông, tạo nên một vùng được gọi là Biển Khơi.
Beta Aquarii là ngôi sao sáng nhất trong chòm sao Bảo Bình, với cấp sao biểu kiến là 2.9.

## Đặc điểm

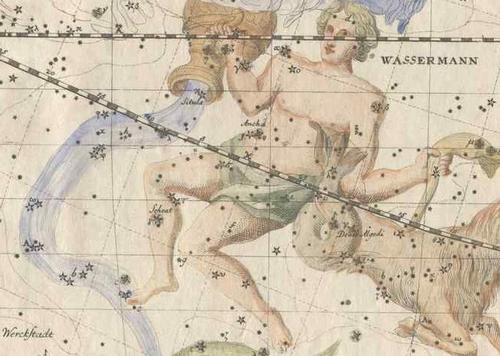
Bảo Bình

- M2 là cụm sao cầu (NGC 7089) được Jean-Dominique Maraldi tìm thấy năm 1746, với đường kính khoảng 175 ly và khoảng 150.000 ngôi sao. Đây là một trong các cụm sao giàu sao nhất và có mật độ sao cao nhất. Khoảng cách M2 đến Mặt Trời khoảng 36.000 ly, một số tài liệu cho rằng khoảng cách này là 50.000 ly. Cụm sao có 13 tỷ năm tuổi. So với một số cụm sao khác, cụm sao M2 có khá ít sao biến đổi, phần lớn ở loại sao RR Lyrae, trong đó các sao sáng nhất trong cụm là các sao khổng lồ vàng và các sao khổng lồ đỏ.
- NGC 7009 là ký hiệu của tinh vân Thổ Tinh do William Herschel tìm thấy ngày 7 tháng 9 năm 1782.
- Helix còn được gọi là tinh vân Ốc Sên với ký hiệu NGC 7293 là tinh vân hành tinh lớn nhất và gần nhất. Trên bầu trời, nó chiếm diện tích bằng một nửa đĩa Mặt Trăng tròn. Helix cách Mặt Trời khoảng 450 ly. Vào những đêm tối trời, Helix có thể quan sát bằng ống nhòm.
- δ Aquarids là mưa sao băng lớn, với cực điểm diễn ra vào khoảng 28 tháng 7 hàng năm.123
- Trappist-1 là tên ngôi sao nằm cách Trái Đất 40 năm ánh sáng. Ngày 22 tháng 2 năm 2017, NASA công bố ít nhất 2 trong số 7 hành tinh quay quanh ngôi sao này nằm trong khu vực có thể sống được của nó.